# 11740 Georgesmith
11740 Georgesmith è un asteroide della fascia principale. Scoperto nel 1998, presenta un'orbita caratterizzata da un semiasse maggiore pari a 2,9063392 UA e da un'eccentricità di 0,0187118, inclinata di 1,41985° rispetto all'eclittica.